# Петриоло
Петриоло (итал. Petriolo) — коммуна в Италии, располагается в регионе Марке, в провинции Мачерата.
Население составляет 2045 человек (2008 г.), плотность населения составляет 136 чел./км². Занимает площадь 15 км². Почтовый индекс — 62010. Телефонный код — 0733.
Покровителем коммуны почитается святой апостол и евангелист Марк, празднование 25 апреля.

## Демография
Динамика населения:

## Администрация коммуны
- Официальный сайт: http://www.petriolo.com/ Архивная копия от 10 апреля 2010 на Wayback Machine